# 安薩里 (頭銜)
安薩里，是南亞與中東一個穆斯林頭銜，是指祖先是協助穆罕默德遷徙至麥地那的輔士。

## 阿拉伯用法
以前安薩里並不是姓氏，如祖先是麥地那的輔士後裔的阿拉伯人，多數用在姓名之後。但現在已廣泛使用在海灣國家，成為皇族稱呼。

## 伊朗
與阿拉伯人相反，在伊朗成為姓氏與父名，如祖先是麥地那輔士的男人也使用此稱呼。

## 南亞
在巴基斯坦、北印度和孟加拉國，安薩里此姓氏可顯示他的祖先是麥地那的輔士。
另一方面，原印度教紡織工人種姓在改信伊斯蘭教後一般也使用安薩里為頭銜。